# 7月26日
7月26日是阳历年的第207天（闰年是208天），离一年的结束还有158天。

## 大事记

### 18世紀以前
- 291年：中国西晋王朝发生内乱，八王之乱开始。
- 811年：克魯姆率領保加利亞第一帝國軍隊在普利斯卡戰役擊敗尼基弗魯斯一世的東羅馬帝國軍隊。
- 1139年：在奥里基战役中，阿方索一世率领葡萄牙军队击败摩尔人军队，随后被推举成为葡萄牙国王。
- 1309年：亨利七世獲教宗克勉五世認可為神圣罗马帝国皇帝。
- 1533年：西班牙征服者弗朗西斯科·皮萨罗于卡哈马卡杀害最后一名萨帕·印卡阿塔瓦尔帕。
- 1581年：由西属尼德兰北部省份组成的乌特勒支同盟发表独立宣言，宣布荷兰共和国脱离西班牙独立。

### 18世紀
- 1757年：法國陸軍在哈斯滕貝克戰役擊敗聯軍後，迅速佔領了漢諾威選侯國。
- 1758年：英法北美战争：英军攻占路易斯堡，得以控制圣罗伦斯湾。
- 1759年：英法北美戰爭：法國准將弗朗索瓦·查爾斯·德·布拉馬克（英语：François-Charles de Bourlamaque）率領的部隊試圖炸毀位於今天紐約提康德羅加堡附近的卡里倫堡（英语：Ticonderoga, New York），而非抵擋逼近的英軍。
- 1775年：第二次大陆议会建立了美国邮政部，由本杰明·富兰克林担任邮政局长。
- 1788年：英屬紐約省承認美國憲法，成為第十一個加入的美國州份“紐約州”。

### 19世紀
- 1803年：世界首个面向公众的铁路在英国南方开放。
- 1822年：何塞·德·圣马丁抵达瓜亚基尔，与西蒙·玻利瓦尔成功会面。
- 1825年：日本江戶的中村座首次公演了以幽靈為主題的《東海道四谷怪談》。
- 1830年：法国皇帝查理十世解散议会，七月革命爆发。
- 1847年：利比里亚成为第一个获得独立国家地位的非洲殖民地，约瑟夫·詹金斯·罗勃兹担任首任总统。
- 1866年：普鲁士和奥地利的七星期战争爆发。
- 1882年：德國作曲家理察·華格納創作的歌劇《帕西法爾》在巴伐利亞王國拜律特節日劇院首次演出。
- 1887年：柴門霍夫在著作《第一本書》中首次公開推廣作為國際輔助語之一的人工語言世界語。
- 1891年：法國入侵大溪地。
- 1892年：瑙罗吉成为英国下议院首位印度裔议员。
- 1898年：清政府把時務報改為官報，但主筆汪康年拒不遵命。

### 20世紀
- 1908年：美國聯邦調查局的前身——調查局（Bureau of Investigation）成立。
- 1914年：都柏林爆發起義。
- 1918年：埃米·诺特发表诺特定理。
- 1936年：轴心国决定干预西班牙内战。
- 1936年：加拿大國家維米紀念碑在法國加萊海峽省揭幕，紀念在第一次世界大戰中陣亡的加拿大遠征軍（英语：Canadian Expeditionary Force）成員。
- 1939年：美国放弃与日本签定的1911年贸易条约（日语：日米通商航海条約#「小村条約」）[1]。
- 1940年：日本提出“大东亚共荣圈”构想。
- 1941年：因日本入侵法属印度支那，美国总统富兰克林·德拉诺·罗斯福宣布查封所有日本在美资产。
- 1943年：意大利独裁者墨索里尼被迫下台。
- 1944年：德国首次在实战中使用V-2飞弹。
- 1945年：美国、中国和英国3国首脑哈利·S·杜鲁门、蒋中正、温斯顿·邱吉尔发表《波茨坦公告》，敦促日本无条件投降。
- 1945年：艾德禮在英國籌組工黨內閣。
- 1946年：阿罗哈航空在檀香山国际机场首航。
- 1947年：美國總統杜魯門正式簽署1947年國家安全法案，1947年國家安全法正式生效。
- 1948年：美国总统杜鲁門签署第9981例行政命令，废除美国军队里的种族隔离制度。
- 1951年：华特·迪士尼的第13部动画电影，《爱丽丝梦游仙境》在伦敦上映。
- 1953年：菲德尔·卡斯特罗和劳尔·卡斯特罗兄弟率领起义者攻打蒙卡达兵营，古巴革命爆发。
- 1953年：韓戰的最後一次交戰沙尾川戰役在朝鮮停戰協定簽署前幾小時結束。
- 1956年：埃及总统贾迈勒·阿卜杜-纳赛尔宣布收回苏伊士运河的主权，最终引发第二次以阿战争爆发。
- 1956年：意大利郵輪多利亞號（英语：SS Andrea Doria）沉沒。
- 1956年：中国国务院详细规定公私合营制度。
- 1963年：南斯拉夫斯科普里（现在属于马其顿共和国）发生地震，造成1000人死亡。
- 1965年：马尔代夫共和国成立。
- 1965年：毛澤東提出把醫療衛生工作重點放到農村去。
- 1973年：李小龙的第四部电影《龙争虎斗》在香港上映。
- 1974年：希腊总理康斯坦蒂诺斯·卡拉曼利斯建立了自希腊军政府时期开始首个民选政府。
- 1977年：魁北克国民议会将法语定为省政府唯一官方语言。
- 1990年：美國總統喬治·赫伯特·華克·布希簽署通過《美國身心障礙者法案》成為廣泛基本權的條文內容，禁止在某些情況下對身心障礙人士有所歧視。
- 1992年：巴塞罗那奥运会上，中国游泳运动员庄泳为国夺得首枚游泳金牌。
- 1993年：韓亞航空733號班機在南韓木浦機場試圖降落失敗時撞山，導致機上68人死亡。

### 21世紀
- 2009年：澳門選出第二任行政長官崔世安。
- 2009年：中國國民黨主席換屆選舉結束，時任總統馬英九當選主席。
- 2009年：港鐵將軍澳綫康城站正式啟用。
- 2011年：中国上海原黄浦区和卢湾区合并新设黄浦区。
- 2011年：中国的蛟龙号潜水器在南海抵达了5057米的深度。
- 2016年：以太陽能為動行的陽光動力二號抵達，完成環球飛行[2]。
- 2016年：希拉里·克林顿在费城民主党全国代表大会上成为民主党总统候选人，是美国历史上首位主要党派的女性总统候选人。
- 2018年：於希臘首都雅典附近所發生的森林火災獲得撲滅，造成共90人死亡及187人受傷。
- 2019年：第18屆泛美運動會於秘魯利馬舉行開幕式，並由秘魯總統馬丁·比斯卡拉宣佈比賽正式開幕。
- 2020年：香港新增128宗新型冠狀病毒肺炎確診個案，103宗屬本地感染，35宗沒有源頭，連續第5日破百[3]。
- 2024年：2024年夏季奥林匹克运动会开幕式在法国巴黎塞纳河举行。
- 2025年：臺灣「大罷免」運動中針對立法院24名立法委員及新竹市市長高虹安的罷免案投票均不通過[4]。

## 出生
- 1678年：约瑟夫一世，神聖罗馬帝國皇帝（1711年逝世）
- 1724年：紀昀，清朝學者、政治人物（1805年逝世）
- 1746年：格奧爾格·海因里希·博羅斯基，德國動物學家（1801年逝世）
- 1739年：喬治·克林頓，美國軍人、政治人物，第4任美國副總統（1812年逝世）
- 1782年：約翰·菲爾德，愛爾蘭鋼琴家、作曲家（1837年逝世）
- 1796年：讓-巴蒂斯·卡米耶·柯洛，法國巴比松派畫家（1875年逝世）
- 1802年：奧古斯特·博伊松諾，法國鳥類學家、眼科專家（1883年逝世）
- 1829年：奥古斯特·贝尔纳特，比利时政治家，1909年諾貝尔和平奖得主（1912年逝世）
- 1842年：阿尔弗莱德·马歇尔，英國经济学家（1924年逝世）
- 1856年：肖伯納，社会主义思想家（1950年逝世）
- 1861年：詹姆斯·K·瓦达曼，美国密西西比州州长及联邦参议员（1930年逝世）
- 1865年：菲利普·謝德曼，德國政治家，社會民主黨領導人，首任德意志國總理（1939年逝世）
- 1875年：卡爾·古斯塔夫·榮格，瑞士心理學家、精神分析學家，現代心理學的鼻祖之一（1961年逝世）
- 1877年：杰西·李佛摩，美國股市投机者（1940年逝世）
- 1879年 ：畑俊六，日本陆军元帅大将（1962年逝世）
- 1890年：丹尼爾·卡拉漢，美國海軍少將（1942年逝世）
- 1891年：里卡爾多·加萊阿齊-利西，義大利醫生、宗座御醫（1968年逝世）
- 1894年：奧爾德斯·赫胥黎，英國作家（1963年逝世）
- 1912年：启功，中国古典文献学家、书法家（2005年逝世）
- 1919年：詹姆士·洛夫洛克，英國獨立科學家、環保主義者、未來學家（2022年逝世）
- 1921年：王希季，中国物理学家，两弹一星功勋奖章获得者
- 1928年：，美國電影導演、編劇、製片人（1999年逝世）
- 1930年：朱維德，香港資深演員
- 1931年：，烏克蘭文學評論家、社會激進分子、持不同政見者、烏克蘭英雄（2022年逝世）
- 1932年：高斯達，葡萄牙政治人物，第124任澳門總督（2010年逝世）
- 1934年：賈格迪什·巴格瓦蒂，印度裔美國經濟學家
- 1939年：約翰·霍華德，澳洲政治人物，前任澳洲總理
- 1940年：讓-呂克·南希，法國哲學家（2021年逝世）
- 1943年：米克·贾格尔，英國摇滚樂手，滚石乐队主唱
- 1945年：海倫·米蘭，英國女演員
- 1947年：尾瀨朗，日本漫畫家
- 1949年：塔克辛·欽那瓦，泰國企業家、政治人物，第23任泰國總理
- 1949年：羅傑·泰勒，英國搖滾樂隊皇后合唱團鼓手
- 1950年：萩原健一，日本男演員、歌手（2019年逝世）
- 1951年：彼得·米爾德，南非政治人物
- 1953年：菲利克斯·马加特，德國足球運動員
- 1954年：明學昌，緬甸政治人物（2023年逝世）
- 1954年：蔡振南，台灣男歌手
- 1955年：阿西夫·阿里·扎爾達里，巴基斯坦政治人物，現任巴基斯坦總統
- 1957年：元彪，香港男演員
- 1959年：凱文·斯貝西，美國演員、導演
- 1959年：童安格，台灣男歌手
- 1961年：大衛·海曼，英國企業家、電影監製
- 1964年：珊卓·布拉克，美國女演員
- 1965年：亞歷山大·瑟爾斯基，烏克蘭陸軍上將
- 1967年：鄭健樂，香港男演員
- 1967年：杰森·史塔森，英國演員
- 1967年：湯英伸，台灣殺人犯
- 1968年：楊柳，中國電視台主持人
- 1969年：岳虹，台灣女演員
- 1970年：S·S·拉傑摩利，印度電影導演、製片人、編劇
- 1971年：櫻庭一樹，日本小說家
- 1972年：丘永材，香港賽車手（2012年逝世）
- 1973年：凱特·貝琴薩，英國女演員
- 1974年：李瞳瞳，中國電視主持人
- 1975年：瀨尾公治，日本漫畫家
- 1975年：，英國政治人物，前任英國首相
- 1977年：北澤力，日本男性聲優
- 1977年：馬克韋恩·馬林，美國商人、政治人物，現任奧克拉荷馬州聯邦參議員
- 1978年：齊藤梨繪，日本女性聲優
- 1980年：，新西兰政治人物，第40任新西兰总理
- 1980年：陳綺萱，台灣女歌手
- 1980年：李東健，韓國男演員
- 1981年：黃建東，香港男演員
- 1981年：崔慈慧，韓國女演員
- 1981年：麦孔·道格拉斯·西塞南多，巴西足球運動員
- 1982年：凃壯勳，台灣棒球選手
- 1982年：黃柏鈞，台灣男性模特兒、演員
- 1983年：艾莉察·羅塞里尼·偉德曼，美國女名模
- 1985年：周笔畅，中國女歌手
- 1985年：盖尔·克利希，法國足球運動員
- 1985年：中土居宏宜，日本男歌手
- 1985年：加藤夏希，日本演員
- 1986年：巫苡萱，臺灣女藝人、現任Rakuten Girls隊員
- 1986年：里安纳度·乌路亚，阿根廷足球運動員
- 1987年：帕纳约蒂斯·干尼，希腊足球運動員
- 1987年：弗雷迪·蒙特罗，哥伦比亚足球運動員
- 1988年：秋元才加，日本女偶像
- 1988年：鄭凱文，台灣旅日棒球選手
- 1988年：林崇發，香港作家、金融家
- 1989年：羅宏正，台灣男子偶像團體SpeXial隊長
- 1989年：林尚進，馬來西亞YouTuber
- 1990年：陳粒，中國歌手
- 1990年：奧斯丁·姜，韓裔美國廚師、模特兒
- 1991年：向洋，新加坡男歌手、演員
- 1992年：葉芸希，台灣女演員
- 1993年：，美國女演員
- 1994年：古露·妮坦，挪威職業足球運動員
- 1997年：金建學，韓國男子偶像團體ONEUS成員
- 1999年：山下美月，日本女子偶像團體乃木坂46成員
- 2000年：楊冰怡，中國女子偶像團體SNH48成員
- 2000年：拉沙·別卡烏里，喬治亞男子柔道運動員
- 2002年：梅茜·薩默斯-牛頓，英國殘疾人游泳運動員
- 2004年：比拉爾·庫利貝瑞，法國職業籃球運動員
- 2006年：安娜·伯爾博蘇，羅馬尼亞女子競技體操運動員

## 逝世
- 146年：漢質帝劉纘，東漢皇帝（138年出生）
- 291年：司馬亮，西晉汝南王，八王之亂中其中一王（生年不詳）
- 291年：司馬瑋，西晉楚王，八王之亂中其中一王（271年出生）
- 342年：晋成帝司马衍，东晋皇帝（321年出生）
- 811年：尼基弗魯斯一世，東羅馬帝國皇帝（750年出生）
- 899年：李罕之，唐朝军事人物（842年出生）
- 1020年：道命，日本平安時代僧人、歌人（974年出生）
- 1038年：大中臣輔親，日本平安時代公卿、歌人（954年出生）
- 1380年：光明天皇，日本北朝第2代天皇（1322年出生）
- 1533年：阿塔瓦爾帕，印加帝國第13代薩帕·印卡（約1500年出生）
- 1597年：小早川隆景，日本戰國武將（1533年出生）
- 1801年：格奧爾格·海因里希·博羅斯基，德國動物學家（1746年出生）
- 1834年：喬納森·詹寧斯，美國政治人物，首任印第安納州州長（1784年出生）
- 1863年：约翰·J·克里滕登，美國政治家，曾任司法部長、肯塔基州州長、聯邦眾議員、聯邦參議員（1767年出生）
- 1863年：山姆·休士頓，美國軍事家、政治家，首任德克薩斯共和國總統（1793年出生）
- 1867年：鄂圖一世，希臘國王（1815年出生）
- 1915年：詹姆斯·穆雷，英國辭書學家，《牛津英語辭典》主編（1837年出生）
- 1924年：威廉·羅伯特·奧格爾維-格蘭特，蘇格蘭鳥類學家（1863年出生）
- 1925年：威廉·詹寧斯·布萊恩，美國律師、演說家、政治人物，第41任美國國務卿（1860年出生）
- 1934年：溫瑟·麥凱，美國漫畫家、動畫師（生年不詳）
- 1941年：亨利·勒貝格，法國數學家（1875年出生）
- 1941年：本杰明·李·沃尔夫，美国语言学家（1897年出生）
- 1944年：礼萨汗，伊朗國王（1878年出生）
- 1944年：木梨鷹一，日本海軍軍官（1902年出生）
- 1952年：伊娃·裴隆，阿根廷第一夫人（1919年出生）
- 1972年：林汉达，编辑（1900年出生）
- 1977年：吴茀之，中国书画家（1900年出生）
- 1981年：史丹佛·瓦倫，美國物理學家、放射學家（1896年出生）
- 1981年：威傑里勳爵，英格蘭及威爾斯首席法官（1911年出生）
- 1984年：艾德·蓋恩，美國連環殺手（1906年出生）
- 1992年：羅石青，香港演員（1941年出生）
- 1993年：李奇微，美国军事家（1895年出生）
- 1995年：喬治·羅姆尼，美國政治人物、企業家，第43任密西根州州長（1907年出生）
- 2000年：約翰·圖基，美國數學家、統計學家，快速傅立葉變換發明人（1915年出生）
- 2002年：乙川弘文，日本僧侶（1938年出生）
- 2003年：希爾德·利瓦伊，德國-丹麥物理學家（1909年出生）
- 2011年：小松左京，日本科幻小说家（1931年出生）
- 2013年：張鴻明，台灣南管音樂演奏家（1920年出生）
- 2013年：成在基，韓國人權運動家、市民運動家（1967年出生）
- 2015年：芭比·克莉絲汀娜·布朗，美國節目主持人、女歌手（1993年出生）
- 2020年：奥丽维亚·德哈维兰，英國女演員（1916年出生）
- 2021年：麥克·恩齊，美國共和黨政治人物（1944年出生）
- 2021年：喬依·喬迪森，美國音樂人、作曲家、製作人（1975年出生）
- 2022年：詹姆士·洛夫洛克，英國獨立科學家、環保主義者、未來學家（1919年出生）
- 2022年：釋淨空，台灣佛教講經法師（1927年出生）
- 2022年：尤里·奧萊夫，以色列猶太兒童文學作家、翻譯家（1931年出生）
- 2023年：讓-雅克·奧諾拉，海地政治人物，第3任海地總理（1931年出生）
- 2023年：趙有亮，中國男演員（1944年出生）
- 2023年：西尼德·奥康娜，愛爾蘭創作歌手（1966年出生）
- 2024年：曾永森，馬來西亞政治人物（1932年出生）
- 2024年：茜蒂扎哈拉蘇萊曼，馬來西亞政治人物（1949年出生）

## 节假日和习俗
- 世界語日
- ：国家象征日
- 古巴：起义日
- 利比里亚：独立日
- 馬爾地夫：独立日
- 印度：卡吉尔胜利日（英语：Kargil Vijay Diwas）
- 俄羅斯：海军节
- 日本：幽靈之日（幽霊の日）